# Diocesi di Tacuarembó
La diocesi di Tacuarembó (in latino: Dioecesis Tacuarembiana) è una sede della Chiesa cattolica in Uruguay suffraganea dell'arcidiocesi di Montevideo. Nel 2022 contava 98.193 battezzati su 195.364 abitanti. È retta dal vescovo Pedro Ignacio Wolcan Olano.

## Territorio
La diocesi comprende i dipartimenti di Tacuarembó e di Rivera.
Sede vescovile è la città di Tacuarembó, dove si trova la cattedrale di San Fruttuoso.
Il territorio si estende su 24.804 km² ed è suddiviso in 16 parrocchie.

## Storia
La diocesi è stata eretta il 22 ottobre 1960 con la bolla Quod impiger di papa Giovanni XXIII, ricavandone il territorio dalla diocesi di Florida.
Il 15 novembre 1974, con la lettera apostolica Quamquam adversa, papa Paolo VI ha confermato la Beata Maria Vergine Immacolata del Sacro Nome (Beata Maria Virgo Immaculata a sacro Nomismate ) patrona principale della diocesi.

## Cronotassi dei vescovi
Si omettono i periodi di sede vacante non superiori ai 2 anni o non storicamente accertati.
- Carlos Parteli Keller † (3 novembre 1960 - 26 febbraio 1966 nominato arcivescovo coadiutore di Montevideo)
- Miguel Balaguer † (26 febbraio 1966 - 28 gennaio 1983 dimesso)
- Daniel Gil Zorrilla, S.I. † (28 gennaio 1983 - 8 marzo 1989 nominato vescovo di Salto)
- Julio César Bonino Bonino † (20 dicembre 1989 - 8 agosto 2017 deceduto)
- Pedro Ignacio Wolcan Olano, dal 19 giugno 2018

## Statistiche
La diocesi nel 2022 su una popolazione di 195.364 persone contava 98.193 battezzati, corrispondenti al 50,3% del totale.
| anno | popolazione | popolazione | popolazione | presbiteri | presbiteri | presbiteri | presbiteri                | diaconi | religiosi | religiosi | parrocchie |
| anno | battezzati  | totale      | %           | numero     | secolari   | regolari   | battezzati per presbitero | diaconi | uomini    | donne     | parrocchie |
| ---- | ----------- | ----------- | ----------- | ---------- | ---------- | ---------- | ------------------------- | ------- | --------- | --------- | ---------- |
| 1966 | 95.000      | 154.905     | 61,3        | 29         | 14         | 15         | 3.275                     |         | 9         | 81        | 13         |
| 1968 | ?           | 154.905     | ?           | 27         | 15         | 12         | ?                         |         | 16        | 85        | 14         |
| 1976 | 198.660     | 220.733     | 90,0        | 33         | 13         | 20         | 6.020                     |         | 23        | 76        | 15         |
| 1980 | 152.600     | 170.900     | 89,3        | 25         | 11         | 14         | 6.104                     |         | 20        | 71        | 15         |
| 1990 | 148.750     | 175.000     | 85,0        | 23         | 12         | 11         | 6.467                     | 1       | 12        | 48        | 15         |
| 1999 | 127.545     | 182.900     | 69,7        | 27         | 12         | 15         | 4.723                     | 8       | 21        | 49        | 16         |
| 2000 | 125.870     | 179.814     | 70,0        | 26         | 12         | 14         | 4.841                     | 7       | 19        | 49        | 16         |
| 2001 | 125.870     | 183.814     | 68,5        | 24         | 10         | 14         | 5.244                     | 7       | 20        | 52        | 16         |
| 2002 | 125.870     | 183.814     | 68,5        | 24         | 10         | 14         | 5.244                     | 7       | 20        | 51        | 16         |
| 2003 | 125.875     | 183.814     | 68,5        | 23         | 13         | 10         | 5.472                     | 7       | 16        | 46        | 16         |
| 2004 | 126.567     | 183.414     | 69,0        | 23         | 12         | 11         | 5.502                     | 8       | 15        | 46        | 16         |
| 2010 | 98.500      | 196.000     | 50,3        | 22         | 11         | 11         | 4.477                     | 8       | 16        | 44        | 16         |
| 2014 | 99.900      | 198.800     | 50,3        | 20         | 11         | 9          | 4.995                     | 8       | 12        | 35        | 16         |
| 2017 | 101.055     | 201.000     | 50,3        | 21         | 10         | 11         | 4.812                     | 5       | 15        | 33        | 16         |
| 2020 | 97.600      | 194.200     | 50,3        | 19         | 8          | 11         | 5.136                     | 4       | 14        | 24        | 16         |
| 2022 | 98.193      | 195.364     | 50,3        | 20         | 9          | 11         | 4.909                     | 3       | 14        | 29        | 16         |